# Општина Ковачица
Општина Ковачица је једна од општина у Републици Србији. Налази се у АП Војводина и спада у Јужнобанатски округ. По подацима из 2004. општина заузима површину од 419 км2 (од чега на пољопривредну површину отпада 37.780 ха, а на шумску 39 ха).
Седиште општине је насеље Ковачица. Општина Ковачица се састоји од 8 насеља. Према подацима са последњег пописа 2022. године у општини је живело 21.178 становника (према попису из 2011. било је 25.274 становника). Већину становништва чине Словаци и Срби. По подацима из 2004. природни прираштај је износио -8‰, а број запослених у општини износи 3.868 људи. У општини се налази 8 основних и 1 средња школа.

## Насељена места
Општину Ковачица чини 8 насеља:
| Насељено место   | Број становника | Број становника | Промена (%) |
| Насељено место   | Попис 2011.     | Попис 2022.     | Промена (%) |
| ---------------- | --------------- | --------------- | ----------- |
| Дебељача         | 4.913           | 3.727           | -24,14%     |
| Идвор            | 974             | 817             | -16,12%     |
| Ковачица         | 6.259           | 5.398           | -13,76%     |
| Падина           | 5.531           | 4.774           | -13,69%     |
| Путниково        | 200             | 143             | -28,50%     |
| Самош            | 1.004           | 825             | -17,83%     |
| Уздин            | 2.029           | 1.628           | -19,76%     |
| Црепаја          | 4.364           | 3.866           | -11,41%     |
| Општина Ковачица | 25.274          | 21.178          | -16,21%     |

## Етничка структура
| Етнички састав према попису из 2022.‍ | Етнички састав према попису из 2022.‍ | Етнички састав према попису из 2022.‍ | Етнички састав према попису из 2022.‍ | Етнички састав према попису из 2022.‍ |
| ------------------------------------ | ------------------------------------ | ------------------------------------ | ------------------------------------ | ------------------------------------ |
|                                      |                                      |                                      |                                      |                                      |
| Словаци                              | Словаци                              |                                      | 8.676                                | 40,97%                               |
| Срби                                 | Срби                                 |                                      | 7.249                                | 34,23%                               |
| Мађари                               | Мађари                               |                                      | 1.597                                | 7,54%                                |
| Румуни                               | Румуни                               |                                      | 1.208                                | 5,70%                                |
| Роми                                 | Роми                                 |                                      | 755                                  | 3,57%                                |
| Југословени                          | Југословени                          |                                      | 76                                   | 0,36%                                |
| Македонци                            | Македонци                            |                                      | 53                                   | 0,25%                                |
| Албанци                              | Албанци                              |                                      | 28                                   | 0,13%                                |
| Хрвати                               | Хрвати                               |                                      | 27                                   | 0,13%                                |
| Остали                               | Остали                               |                                      | 204                                  | 0,96%                                |
| Регионално                           | Регионално                           |                                      | 51                                   | 0,24%                                |
| Неизјашњени                          | Неизјашњени                          |                                      | 566                                  | 2,67%                                |
| Непознато                            | Непознато                            |                                      | 688                                  | 3,25%                                |

| Етнички састав према попису из 2011.‍ | Етнички састав према попису из 2011.‍ | Етнички састав према попису из 2011.‍ | Етнички састав према попису из 2011.‍ | Етнички састав према попису из 2011.‍ |
| ------------------------------------ | ------------------------------------ | ------------------------------------ | ------------------------------------ | ------------------------------------ |
|                                      |                                      |                                      |                                      |                                      |
| Словаци                              | Словаци                              |                                      | 10.577                               | 41,85%                               |
| Срби                                 | Срби                                 |                                      | 8.407                                | 33,26%                               |
| Мађари                               | Мађари                               |                                      | 2.522                                | 9,98%                                |
| Румуни                               | Румуни                               |                                      | 1.543                                | 6,10%                                |
| Роми                                 | Роми                                 |                                      | 806                                  | 3,19%                                |
| остали                               | остали                               |                                      | 565                                  | 2,23%                                |
| неизјашњени                          | неизјашњени                          |                                      | 854                                  | 3,38%                                |
| укупно: 25.274                       |                                      |                                      |                                      |                                      |

Ковачица и Падина имају словачку етничку већину, Дебељача има мађарску, Уздин румунску, док су Идвор, Путниково, Самош и Црепаја претежно српска места.

## Познате личности
- Михајло Пупин
- Зузана Халупова
- Брана Црнчевић
- Илија Лупулеску